# ذا أسنشين
 ذا أسنشين  أحد فرق المصارعة الحرة وهو مكون من كونر وفيكتور , و قد فازو ببطولة ان اكس تي للفرق وأحتفضو بها لمدة 364 يوم أطول فترة في التاريخ، وفي يوم 29 ديسمبر ضهرو لأول مرة في عرض راو و هزموا ذا ميز وداميان ميزداو بسهولة، وبعدها فازو على بعض المصارعين الهواة في راو وسماك داون، وقارنو نفسهم ب رود وريارز وداملوشين 

و في يوم 19 يناير 2015 عرض الراو كان فيكتور وكونر يريدان الهجوم على فريق NWO وهم كيفين ناش وسكوت هول وأكس باك قبل يتدخل جاي بي ال ونيو أيج أوتلاوس، وقد تمكن ذا أسنشين من هزيمة أوتلاوس في عرض رويال رمبل 2015 , و في 12 فبراير خسر ذا أسنشين ضد رومان رينز ودانيال براين بالأقصاء
.

## وصلات خارجية
- ذا أسنشين على موقع عالم المصارعة على الإنترنت (الإنجليزية)
- ذا أسنشين على موقع عالم المصارعة على الإنترنت (الإنجليزية)